# 로고

세 가지 로고: 미국 항공 우주국, 폴 랜드의 IBM 및 국제 도량형국.

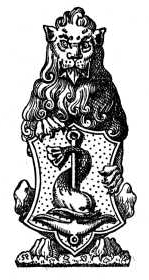
치즈윅 프레스의 문장 (상징)

로고(영어: logo, '로고타입'의 약자)는 대중의 식별과 인식을 돕고 촉진하기 위해 사용되는 그래픽 마크, 엠블럼 또는 상징이다. 추상적이거나 구상적인 디자인일 수도 있고, 워드마크처럼 나타내는 이름의 텍스트를 포함할 수도 있다.
고온 금속 활판 인쇄 시대에는 로고타입은 단일 활자 조각으로 주조된 한 단어(예: ATF 가라몽 (글꼴)의 "The")를 의미했으며, 이는 두 개 이상의 글자가 결합되었지만 단어를 형성하지 않는 합자와는 대조적이었다. 더 나아가 이 용어는 고유하게 설정되고 배열된 글꼴 또는 판권장을 의미하기도 했다. 대중 전달 수준 및 일반적인 용법에서, 오늘날 회사의 로고는 종종 상표 또는 브랜드와 동의어이다.

## 어원
더글러스 하퍼의 온라인 어원 사전은 '로고'라는 용어의 첫 번째 현존하는 기록이 1937년으로 거슬러 올라가며, 이 용어가 "아마도 표어문자의 줄임말"이라고 명시한다.

## 역사
수많은 발명과 기술이 현대 로고에 기여했으며, 여기에는 원통 인장 ( 기원전 2300년경c.), 주화 ( 기원전 600년경c.), 표어문자 언어의 문화 간 확산, 문장, 워터마크, 은 표식, 그리고 인쇄 기술의 발전이 포함된다.
산업 혁명이 18세기와 19세기에 서구 사회를 농업 사회에서 산업 사회로 전환하면서, 사진술과 석판화는 페이지에 타이포그래피와 이미지를 통합한 광고 산업의 급증에 기여했다. 동시에, 타이포그래피 자체도 책에 사용되던 겸손한 세리프 글꼴에서 광폭 포스터에 사용되는 대담하고 장식적인 글꼴로 확장되는 형태와 표현의 혁명을 겪고 있었다.
예술의 목적은 예술적이고 이야기적인 표현과 장식에서, 성장하는 중산층이 소비하는 브랜드와 제품의 차별화로 확장되었다. 상업 예술 분야의 컨설팅 회사와 무역 단체는 성장하고 조직화되었으며, 1890년까지 미국에는 700개의 석판 인쇄 회사가 8,000명 이상의 직원을 고용하고 있었다. 예술적 공로는 일반적으로 덜 중요한 작업을 수행하던 개별 예술가보다는 석판 인쇄 회사에 할당되는 경향이 있었다.

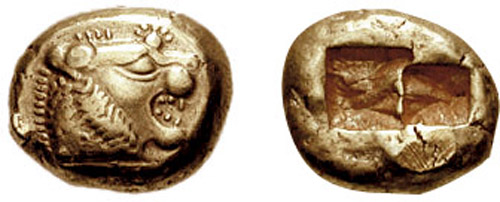
기원전 6세기 초 리디아의 동전으로, 사자 머리에 태양 광선이 묘사되어 있다.

프랑스의 인쇄 회사 루숑(Rouchon, 1840년대), 뉴욕의 조셉 모스(Joseph Morse, 1850년대), 영국의 프레데릭 워커(Frederick Walker, 1870년대), 프랑스의 줄 세레(Jules Chéret, 1870년대)와 같은 시각 예술 및 석판 인쇄 과정의 혁신가들은 색조의 사실적 예술을 넘어 밝고 평평한 색상 섹션이 있는 구상적 이미지로 이어지는 삽화적 스타일을 개발했다. 장난기 넘치는 아동 도서, 권위 있는 신문, 대화형 정기 간행물은 고유하고 확장되는 독자를 위해 자체적인 시각적 및 편집적 스타일을 개발했다. 인쇄 비용이 감소하고, 문해율이 증가하며, 시각적 스타일이 변화함에 따라 빅토리아 시대 장식 예술은 타이포그래피 스타일과 비즈니스 표현 방식의 확대로 이어졌다.

1876년 상표로 등록된 최초의 로고는 배스의 빨간색 삼각형 로고이다.

19세기 후반의 미술 공예 운동은 부분적으로 빅토리아 시대 타이포그래피의 과잉에 대한 반응으로, 당시 대량 생산되는 제품에 정직한 장인정신을 회복하는 것을 목표로 했다. 장인정신과 품질에 대한 관심의 부활은 예술가와 기업들에게 더 큰 신뢰를 제공하여, 독특한 로고와 마크의 탄생으로 이어졌다.
1950년대에 모더니즘은 유럽의 아방가르드 예술 운동으로서의 뿌리를 벗어나 미국 및 다른 지역에서 추종자를 가진 국제적 상업화된 운동이 되었다. 예술 운동으로서 모더니즘의 특징이었던 시각적 단순성과 개념적 명확성은 루트비히 미스 판 데어 로에의 "Less is more(적을수록 좋다)"라는 격언을 구현한 로고를 가진 새로운 세대의 그래픽 디자인 디자이너들에게 강력한 도구 세트를 형성했다. 모더니즘에서 영감을 받은 로고는 텔레비전, 인쇄 기술의 개선, 디지털 혁신으로 시작된 대중 시각 커뮤니케이션 시대에 성공을 거두었다.

## 현대 로고

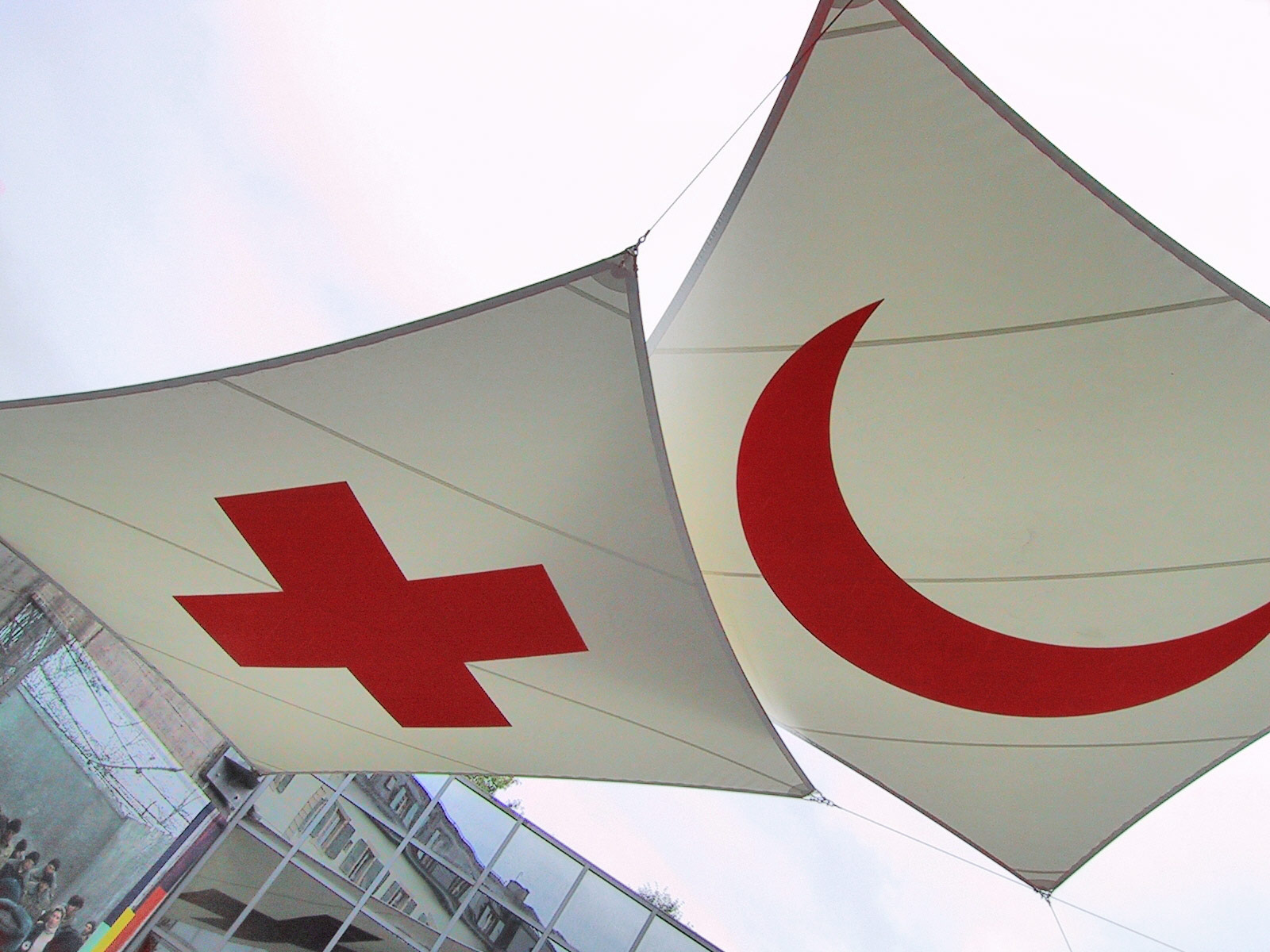
적십자 및 적신월 엠블럼

로고 디자인의 현재 시대는 1870년대 최초의 추상 로고인 배스 빨간 삼각형과 함께 시작되었다. 2014년 기준 현재, 많은 기업, 제품, 브랜드, 서비스, 기관 및 기타 단체들은 아이디오그램(표지, 아이콘) 또는 엠블럼(상징) 또는 표지와 엠블럼의 조합을 로고로 사용한다. 결과적으로, 수천 개의 유통되는 아이디오그램 중 이름 없이는 알아볼 수 있는 것은 극히 일부에 불과하다. 효과적인 로고는 아이디오그램과 회사 이름(로고타입)을 모두 포함하여 그래픽보다 이름을 강조하고, 글자, 색상 및 추가 그래픽 요소를 사용하여 독특한 디자인을 사용할 수 있다.

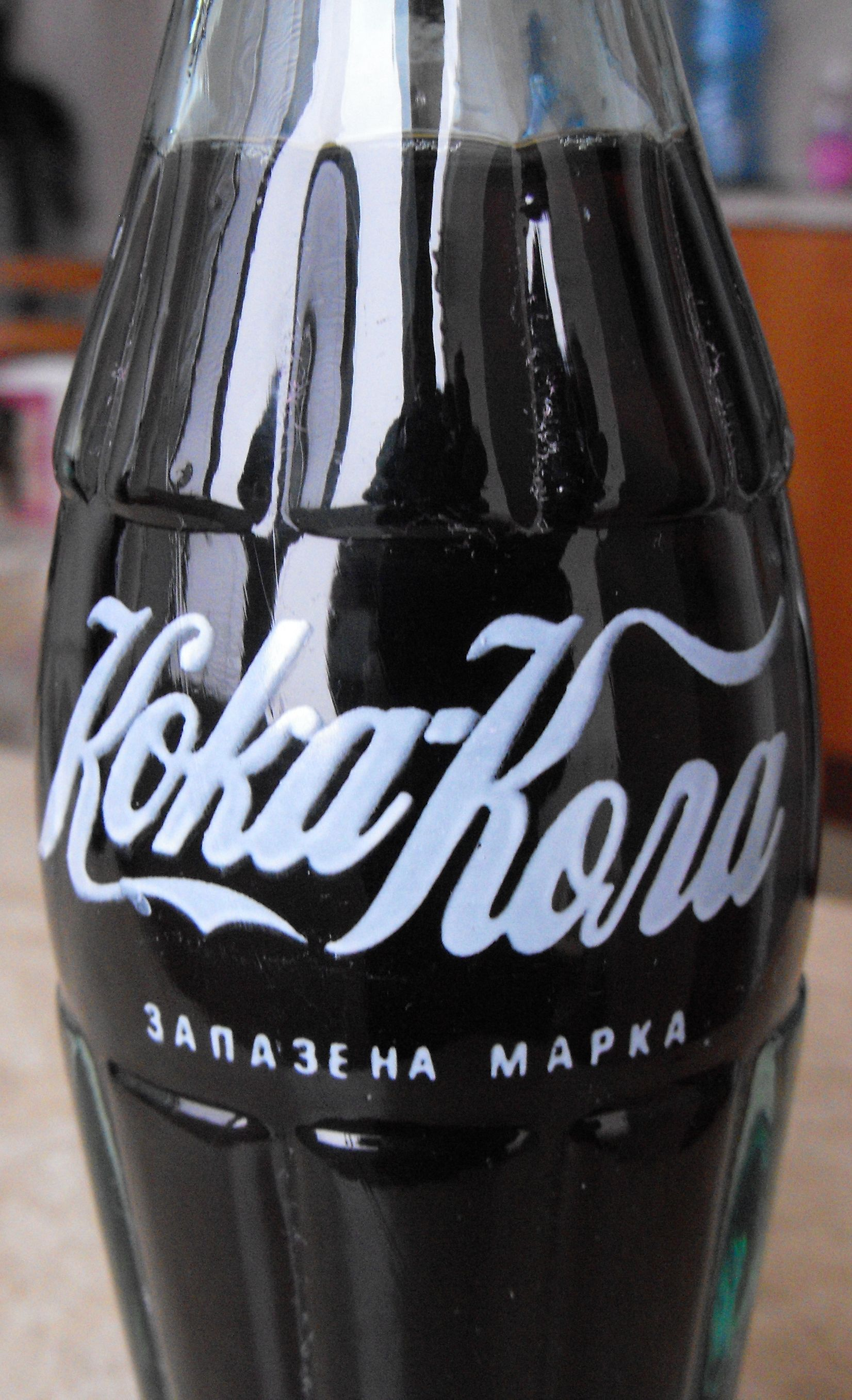
코카콜라 로고는 다른 문자 체계에서도 식별 가능하며, 여기서는 키릴 문자로 표기되어 있다.

아이디오그램과 상징은 특히 점점 더 세계화되는 시장에서 많은 알파벳으로 번역되는 로고의 경우 서면 이름(로고타입)보다 더 효과적일 수 있다. 예를 들어, 아랍계 문자로 쓰인 이름은 대부분의 유럽 시장에서 거의 공명하지 않을 수 있다. 반대로, 아이디오그램은 양 시장에서 제품의 일반적인 소유적 특성을 유지한다. 비영리 분야에서는 적십자 (이슬람 국가에서는 적신월, 이스라엘에서는 다윗의 붉은 별로 다양화됨)가 동반 이름이 필요 없는 잘 알려진 엠블럼의 예시이다. 적십자와 적신월은 세계에서 가장 잘 알려진 상징 중 하나이다. 각국 적십자 및 적신월사 연맹과 국제 적십자 위원회는 이 상징들을 로고에 포함한다.
브랜드화는 다국어 마케팅을 용이하게 하는 것을 목표로 할 수 있다. 소비자와 잠재적 소비자들은 표준 색상과 "리본 웨이브" 디자인 덕분에 다른 알파벳으로 쓰인 코카콜라 이름을 식별할 수 있다. 텍스트는 스펜서리언 서체로 쓰였는데, 이는 코카콜라 로고가 디자인될 당시 인기 있는 필기체였다.

## 로고 디자인
로고는 조직을 나타내는 시각적 개체이므로, 로고 디자인은 그래픽 디자인의 중요한 영역이다. 로고는 조직의 모든 커뮤니케이션에 기능적으로 확장되어야 하는 복잡한 식별 시스템의 중심 요소이다. 따라서 로고의 디자인과 시각적 아이덴티티 시스템에의 통합은 그래픽 디자인에서 가장 어렵고 중요한 영역 중 하나이다. 로고는 세 가지 분류로 나눌 수 있다(서로 결합 가능). 체이스 은행과 같은 이데오그래프는 완전히 추상적인 형태이다. 픽토그래프는 상징적이고 재현적인 디자인이다. 로고타입(또는 워드마크)은 회사 이름 또는 이니셜을 묘사한다. 이러한 요소들은 로고 록업에서 고정된 위치와 상대적 크기로 결합될 수 있으며, 요소들이 "잠겨" 있어서 개별적으로 분리되거나 크기가 조정되어서는 안 되기 때문에 그렇게 이름 붙여졌다. 로고는 회사의 브랜드 또는 코퍼레이트 아이덴티티를 나타내고 즉각적인 고객 인식을 증진하기 위한 것이므로, 로고를 자주 재디자인하는 것은 비생산적이다.
로고 디자인 직업은 1950년대 미국에서 모더니즘 운동이 부상한 이래로 수년에 걸쳐 상당수 증가했다. 세 명의 디자이너는 그 운동과 로고 및 코퍼레이트 아이덴티티 디자인의 선구자로 널리 간주된다. 첫 번째는 체마예프 & 가이즈마르이다. 이 회사는 체이스 은행 (1964), 모빌 오일 (1965), PBS (1984), NBC (1986), 내셔널 지오그래픽 (2003) 등 많은 상징적인 로고를 담당했다. 그들의 디자인의 단순성과 대담함 덕분에, 그들의 초기 로고 중 많은 것들이 오늘날에도 여전히 사용되고 있다. 이 회사는 최근 미국 의회도서관과 패션 브랜드 아르마니 익스체인지의 로고를 디자인했다. 코퍼레이트 아이덴티티 디자인의 또 다른 선구자는 폴 랜드이다. 그는 그래픽 디자인의 스위스 스타일을 창시한 사람 중 한 명이다. 그는 IBM, UPS, ABC의 유명한 로고를 포함하여 많은 포스터와 코퍼레이트 아이덴티티를 디자인했다. 코퍼레이트 아이덴티티 디자인의 세 번째 선구자는 솔 배스이다. 배스는 벨 텔레폰 로고 (1969)와 후속 미국전화전신회사 지구본 (1983)을 포함하여 북미에서 여러 인식 가능한 로고를 담당했다. 다른 잘 알려진 디자인으로는 콘티넨털 항공 (1968), 딕시 (1969), 그리고 유나이티드 웨이 (1972)가 있다. 나중에 그는 일본 회사들을 위한 로고도 다수 제작했다.
로고 디자인 기록에서 중요한 발전은 역사가 에디스 아미오(Edith Amiot)와 철학자 장 루이 아지졸라(Jean Louis Azizollah)의 프랑스 상표 연구이다.

## 로고 색상

ING 로고의 주황색은 그룹의 네덜란드 기원을 암시한다.

색상은 로고 디자인의 핵심 요소이며 브랜드 차별화에 중요하고 잠재적으로 필수적인 역할을 한다. 색상은 우리의 기분에 막대한 영향을 미칠 수 있다. 색상은 심리적으로 관점, 감정 및 반응을 조작할 수 있을 정도로 현저하게 지배적이다. 이러한 맥락에서 색상의 중요성은 색상과 대비가 시각적 세부 감지에 결정적인 역할을 하는 인간 시각 지각의 메커니즘 때문이다. 또한, 우리는 사회적, 문화적 조건화를 통해 다양한 색상 함의와 색상 연관성을 습득하는 경향이 있으며, 이는 로고 색상을 해독하고 평가하는 방식에 영향을 미친다. 색상은 브랜드 인식 및 로고 디자인에 중요하다고 여겨지지만, 로고 기능과 충돌해서는 안 되며, 색상 함의와 연관성이 모든 사회 및 문화 그룹에서 일관적이지 않다는 점을 기억해야 한다. 예를 들어, 미국에서는 빨강, 흰색, 파랑이 애국심을 나타내고자 하는 회사 로고에 자주 사용되지만, 다른 나라에서는 국가적 자부심을 불러일으키는 다른 색상 세트를 가지고 있을 것이다.
조직의 로고 색상을 선택하는 것은 장기적인 영향과 경쟁사 로고 간의 차별화를 만드는 역할 때문에 중요한 결정이다. 산업 분야 내에서 잠재적인 로고 색상을 식별하는 방법론은 색상 매핑으로, 기존 로고 색상을 체계적으로 식별, 매핑 및 평가하는 것이다 (O'Connor, 2011).

### 로고 디자인 과정
좋은 로고를 디자인하는 것은 종종 마케팅 팀이 그래픽 디자인 스튜디오와 협력하는 것을 필요로 한다. 로고가 디자인되기 전에 브랜드의 개념과 가치에 대한 명확한 정의와 소비자 또는 타겟 그룹에 대한 이해가 있어야 한다. 로고 디자인 과정의 광범위한 단계에는 연구, 개념화, 대안 후보 조사, 선택된 디자인의 정제, 제품 전반에 걸친 테스트, 그리고 최종적으로 선택된 마크의 채택 및 생산이 포함된다.

### 다이나믹 로고
1898년 프랑스의 타이어 제조업체 미쉐린은 먹고, 마시고, 운동하는 등 다양한 맥락으로 제시되는 만화 캐릭터인 미쉐린 맨을 소개했다. 21세기 초까지 MTV, 니켈로디언, 구글, 모턴 솔트, 색스 피프스 애비뉴와 같은 대기업들은 시간에 따라 환경에 맞춰 변하는 다이나믹 로고를 채택했다.

### 인터넷 호환 로고
로고타입(워드마크)을 사용하는 회사는 회사 인터넷 주소와 일치하는 로고를 원할 수 있다. 두세 글자로 구성된 짧은 로고타입의 경우, 여러 회사가 동일한 글자를 사용하는 경우가 있다. 예를 들어, "CA" 로고는 프랑스 은행 크레디 아그리콜, 네덜란드 의류 소매업체 C&A, 미국 소프트웨어 기업 CA 테크놀로지스에서 사용되지만, 인터넷 도메인 이름 CA.com은 하나만 가질 수 있다.
오늘날 디지털 인터페이스 적응 세계에서 로고는 큰 모니터에서 작은 휴대용 장치에 이르기까지 형식이 지정되고 다시 형식이 지정될 것이다. 끊임없는 크기 변화와 재포맷으로 인해 로고 디자이너들은 굵고 단순한 접근 방식, 즉 굵은 선과 모양, 단색을 사용하는 방향으로 전환하고 있다. 이는 좁은 공간에서 다른 로고와 섞이거나 미디어 간에 크기가 조정될 때의 혼란을 줄인다. 트위터, 페이스북, 링크드인, 구글+와 같은 소셜 네트워크는 이러한 로고를 사용한다.

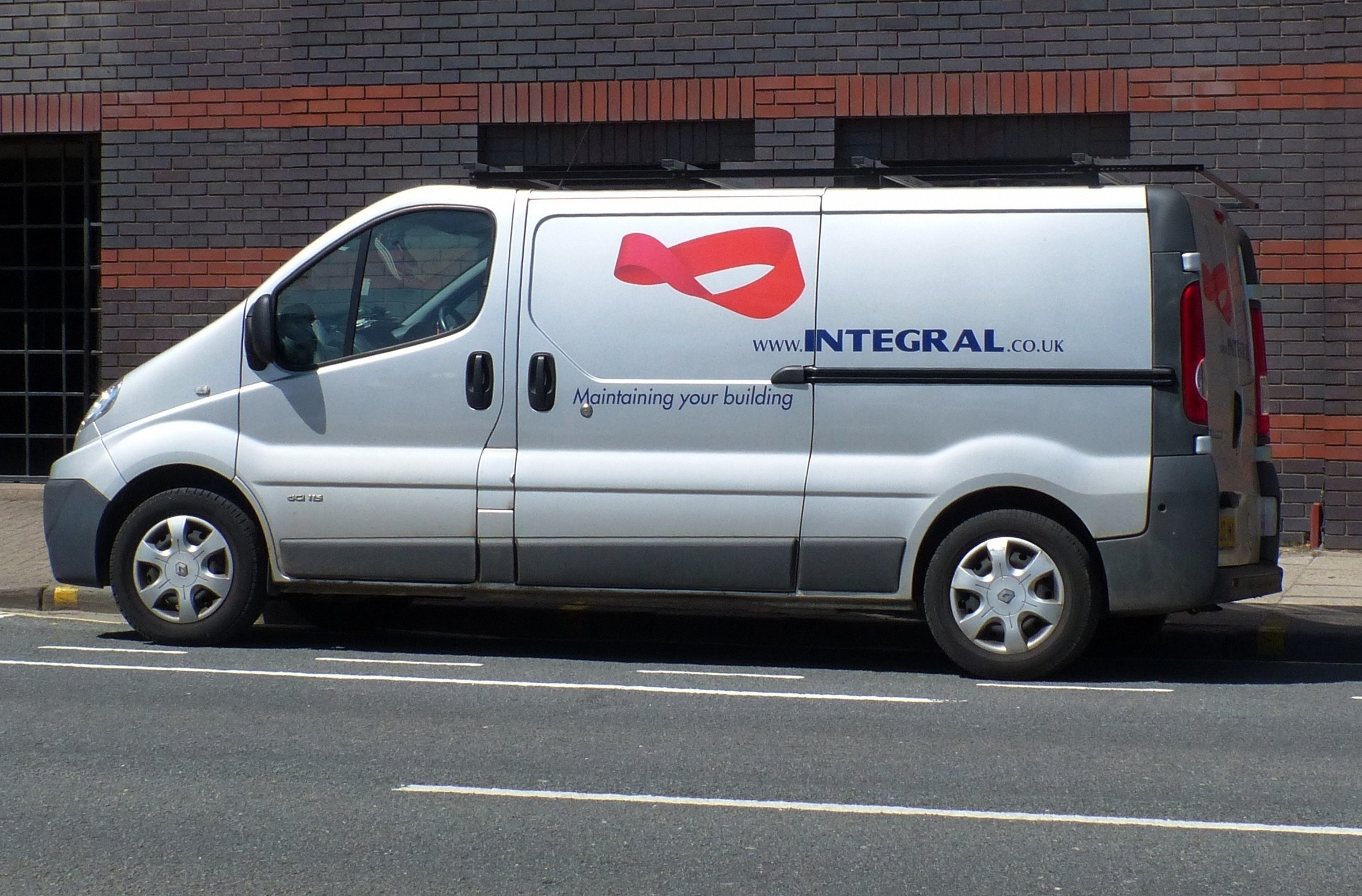
브리스틀, 잉글랜드의 밴에 로고로 사용된 뫼비우스의 띠

## 디자인 보호
로고와 그 디자인은 전 세계의 다양한 지적 재산권 단체를 통해 저작권으로 보호받을 수 있으며, 이 단체들은 디자인을 법적으로 보호하기 위한 등록 절차를 제공한다. 예를 들어, 영국에서는 영국 지적 재산권 사무소가 등록 디자인, 특허 및 상표를 관할한다. 일반적으로 상표 등록은 사용된 색상에 대해 '주장'하지 않는데, 이는 다양한 다른 색상이나 배경으로 재현되더라도 시각적 디자인이 보호된다는 의미이다.
일부 국가, 특히 대륙법 국가에서는 저작권 보호를 위한 독창성 기준이 상당히 높을 수 있으므로, 단순한 기하학적 모양이나 텍스트를 포함하는 로고는 저작권 보호를 받지 못할 수 있지만, 상표로 보호받을 수는 있다.

## 스포츠
많은 팀에게 로고 또는 "문양"은 팀의 역사를 인식하는 중요한 방법이며, 상대를 위협할 수 있다.
특정 팀의 경우, 로고와 색상 구성은 팀 선수들과 동의어이다. 예를 들어, 맨체스터 유나이티드, 토론토 메이플리프스, 또는 뉴욕 양키스는 모두 각 스포츠 팬이라면 누구든지 식별할 수 있는 인식 가능한 로고를 가지고 있다.

## 같이 보기
- 코퍼레이트 아이덴티티(CI)
- 브랜드 아이덴티티(BI)
- 위키백과 로고
- 기호
- 마크
- 상징
- 상징표